# Per Petter Christensson Steijnech
Per Petter Christensson Steijnech, även skrivet Per Petter Christiansson Steineck, född 10 juli 1822 i Malmö, död 1908 i USA, var en svensk skarprättare. Han blev skarprättare år 1861. Mellan åren 1864 och 1887 utförde han sex avrättningar.
Steijnechs mest hågkomna avrättning torde vara avrättningen av Konrad Petterson Lundqvist Tector. Tector var dömd för mord och grov stöld, och avrättades kl 07.00 den 18 maj 1876 på Södra Häradets avrättningsplats på Stenkumla backe utanför Visby, där det hade samlats omkring 500 bönder vilka hade kommenderats dit för att bilda spetsgård vid avrättningsplatsen. 
Avrättningen av Tector kom att bli den ena av de två, samtidigt utförda sista offentliga avrättningarna i Sverige. Den andra avrättningen som skedde samtidigt var avrättningen av Tectors kumpan i brott, Gustav Adolf Eriksson Hjert. De båda avrättningarna är kända för att vara de sista, samtidigt utförda avrättningarna i Sverige. I övrigt är avrättningen av Tector ihågkommen för att den till sitt utförande blev för många ovanligt motbjudande. En gotländsk tidning skrev om den följande: "...skarprättaren Steineck fattade derpå straxt bilan, och sedan Tektors ställning blifvit något ändrad, höjde han bilan... Hon föll, döden syntes genast hafva följt, men hugget var - snedt. Ännu ett måste göras; detta träffade bättre, men för tredje gången måste bilan höjas och sänkas, innan hufvudet var fullkomligt skildt från bålen..." Att Tector inte beretts tillfälle att ta av sig vare sig överrock eller halsduk innan avrättningen sägs vara ett av skälen till att det krävdes tre hugg av Steijnech. Det har också sagts att Steijnech var full vid det aktuella tillfället, men detta kan inte vara mer än ett antagande, baserat på vetskapen att Steijnech var känd för sin begivenhet på starka drycker, samt vetskapen att skarprättare – i vart fall före 1866 – ofta var fulla vid avrättningar.
Den sista avrättningen som Steijnech utförde var den av "Glimmingemördaren" Nils Peter Hagström den 29 mars 1887. Den 6 juni samma år emigrerade han med hustrun till USA. Paret emigrerade från Kristina församling i Jönköpings län via Göteborgs hamn till New York, USA. Deras söner hade sedan tidigare emigrerat till USA.